# Jan Andrew
Jan Andrew (n. 25 noiembrie 1943, Ku-ring-gai Council⁠(d), Noul Wales de Sud, Australia) este o înotătoare ce a reprezentat Australia, medaliată olimpică. A participat la o ediție a Jocurilor Olimpice (1960) în care a câștigat două medalii de argint.